# Illés Alexa
Illés Alexa (Kecskemét, 1990. december 29. –) magyar színésznő.

## Életpályája
Szülővárosában a Kodály Zoltán Gimnáziumban érettségizett 2009-ben, majd a Pesti Magyar Színiakadémia tanulója lett (2009-2012). 2017-ben diplomázott a Marosvásárhelyi Művészeti Egyetem színművész szakán. 2017-2018 között a kecskeméti Katona József Színház tagja volt. 2018-tól a Pécsi Nemzeti Színház színésznője.

## Fontosabb színházi szerepei
- Molière: Az úrhatnám polgár.... Nicole, szolgálólány
- Molière: A képzelt beteg.... Rouelle, Argan kislánya, Mimolette húga
- Euripidész: Medeia.... Karvezető
- Friedrich Schiller: Ármány és szerelem.... Sophie, a lady komornája
- Bertolt Brecht: A jóember Szecsuánból.... Unokahúg
- Friedrich Dürrenmatt: A fizikusok.... Monika Stettler, ápolónő
- Molnár Ferenc: Játék a kastélyban... Annie
- Székely Csaba: Hogyne, drágám!.... Anna
- Szörényi Levente – Bródy János: Kőműves Kelemen.... Anna
- Zerkovitz Béla –Szilágyi László: Csókos Asszony.... Rica Maca
- Kálmán Imre: A Montmartre-i ibolya.... Ninon

## Díjai és kitüntetései
- Soós Imre-díj (2021)[7]
- Szendrő József-díj (2021)[8]